# Rankova Reka
Rankova Reka (cyr. Ранкова Река) – wieś w Serbii, w okręgu toplickim, w mieście Prokuplje. W 2011 roku liczyła 18 mieszkańców.